# Pachnoda bukobensis
Pachnoda bukobensis es una especie de escarabajo del género Pachnoda, familia Scarabaeidae. Fue descrita científicamente por Moser en 1914.
Habita en la región afrotropical (Zimbabue, República Democrática del Congo, Uganda).

## Descripción
Tiene un color verde oscuro opaco cuando se mira desde arriba. Sus lados pueden ser rojos, mientras que su parte inferior es brillante y teñida de blanco. Su cabeza, frente y escudo pueden estar densamente moteados con un borde frontal curvo. Hay cuatro puntos blancos individuales en el lado posterior del escudo. Debajo de los segmentos abdominales medios izquierdos de la última barbilla hay densas manchas y pelo rubio. El pecho y los lados abdominales están perforados moderadamente, con puntos rosados. El escarabajo mide 22 mm de largo.